# King (priimek)
King je priimek več oseb:
- Billie Jean King (r. 1943), ameriška tenisačica
- Charles John Stuart King (1890 - 1967), britanski general
- Clyde Whitlock King (1898 - 1982), ameriški veslač
- Ernest Joseph King (1878-1956), ameriški admiral
- Harold Francis Sylvester King, britanski general
- Jon King (r. 1955), pevec angleške post-punk skupine Gang of four
- Mark King (r. 1974), angleški igralec snookerja
- Martin Luther King mlajši (1929 - 1968), ameriški baptistični duhovnik in borec za državljanske pravice
- Roy King (1897 - 1959), avstralski general
- Stephen King (r. 1947), ameriški pisatelj
- William Rufus de Vane King (1786 - 1853), ameriški odvetnik in politik